# Olszowa Wola
Olszowa Wola [pronunciación en polaco: /ɔlˈʂɔva ˈvɔla/] es un pueblo ubicado en el distrito administrativo de Gmina Sadkowice, dentro del condado de Rawa, Voivodato de Łódź, en el centro de Polonia. Se encuentra a unos 6 kilómmetros al sureste de Sadkowice, a 24 kilómetros al sureste de Rawa Mazowiecka, y a 77 kilómetros al este de la capital regional Łódź.